# Gerhard Sandner
Gerhard Sandner (* 19. März 1929 in Keetmanshoop, Südwestafrika; † 16. April 2013) war ein deutscher Geograph und Hochschullehrer. Er war ordentlicher Professor für Wirtschaftsgeographie.

## Leben
Gerhard Sandner, Sohn von Margarete Sandner, geborene Keller, und des im Ruhestand befindlichen evangelischen Pfarrers Fritz Sandner, verbrachte seine Kindheit zunächst in Südwestafrika, Ostpommern und ab 1939 Guatemala, wo er 1938 bis 1943 Höhere Schulen besuchte. Danach führte sein Weg über Potsdam (1943) und Stolp (1943 bis 1944) nach Einbeck (1946), wo Sandner 1949 sein Abitur erhielt. Er studierte von 1949 bis 1955 die Fächer Geographie und Biologie (Botanik und Zoologie) an der Universität Marburg, wo er 1955 zum Doktor der Philosophie promoviert wurde und anschließend als wissenschaftlicher Assistent am Geographischen Institut tätig war.
Im Jahr 1957 war er maßgeblicher Mitautor der 4./5. Lieferung des von der Bundesanstalt für Landeskunde herausgegebenen Handbuchs der naturräumlichen Gliederung Deutschlands, bei dem er alleiniger Autor der Haupteinheitengruppe des Osthessischen Berglands war und in der Gruppe Westhessisches Berg- und Senkenland die Gruppe insgesamt sowie die Haupteinheit Habichtswälder Bergland vorstellte. Für die Bundesanstalt schrieb er auch im Jahr 1960 das Buch (nebst Karte) Geographische Landesaufnahme: Die naturräumlichen Einheiten auf Blatt 125 Marburg, das die Gliederung rund um Marburg im Maßstab 1:200.000 verfeinerte.
Ab 1961 war er an der Universität Kiel tätig, habilitierte sich dort 1962 und wurde 1963 Dozent. 1965 trat er an der Universität Hamburg eine ordentliche Professur für Geographie an. Er leitete als Lehrstuhlinhaber die Abteilung für Wirtschaftsgeographie und war von 1974 bis 1976 Dekan der Geowissenschaftlichen Fakultät. Zudem unternahm Gerhard Sandner Forschungsreisen nach Zentralamerika, war von 1969 bis 1979 Vorstandsvorsitzender des Instituts für Iberoamerikakunde in Hamburg und von 1969 bis 1971 Sprecher des Sonderforschungsbereichs Lateinamerikaforschung der Universität Hamburg. Ein 1969 ergangenen Ruf an den Lehrstuhl für Geographie der Universität Kiel lehnte er ab. 1995 war er Gastprofessor an der Universidad de Costa Rica. Sandner war zwischen 1963 und 1965 Schriftführer und von 1977 bis 1979 Vorstandsvorsitzender des Zentralverbandes der Deutschen Geographen. Zudem war er von 1973 bis 1993 federführender Herausgeber der Geographischen Zeitschrift. Er lebte in Ellerbek. Seine Tochter, Verena Sandner Le Gall, ist ebenfalls promovierte Geographin, zurzeit an der Christian-Albrechts-Universität zu Kiel. Schüler von Gerhard Sandner in Hamburg waren unter anderem Jürgen Oßenbrügge und Beate Ratter.

## Forschung und Lehre
Von 1958 bis 2003 unternahm Sandner im Rahmen unterschiedlicher Projekte und Forschungsaufträge 36 Forschungsreisen nach Lateinamerika mit einem Schwerpunkt auf Costa Rica. Sandner gilt bis heute als führender Vertreter der Geographie Mittelamerikas und als guter Kenner Lateinamerikas. Auf dieser Grundlage veröffentlichte er mit Hanns-Albert Steger eine umfassende Regionalgeographie Lateinamerikas. Gegen Ende seiner Forschungstätigkeit wandte er sich Fragen des Seerechts und der (kritischen) Geopolitik zu.
Er hielt in Hamburg insgesamt 62 Vorlesungen mit den Schwerpunkten Wirtschafts-, Agrar-, Verkehrs- und Industriegeographie sowie allein 10 über Lateinamerika. Er betreute 14 Doktorarbeiten, veröffentlichte 144 wissenschaftliche Werke in Deutsch, Englisch und Spanisch und hielt von 1961 bis 2002 insgesamt 245 Vorträge im In- und Ausland.

## Schriften

### Wissenschaftliche Schriften
- Emil Meynen, Josef Schmithüsen (Hrsg.): Handbuch der naturräumlichen Gliederung Deutschlands. Bundesanstalt für Landeskunde, Remagen/Bad Godesberg 1953–1962 (9 Lieferungen in 8 Büchern, aktualisierte Karte 1:1.000.000 mit Haupteinheiten 1960).; darin in der 4./5. Lieferung (1957): 35 Osthessisches Bergland nebst Haupteinheiten (S. 544–559) und 34 Westhessisches Berg- und Senkenland (Einleitung und Haupteinheit Habichtswälder Bergland; S. 526–529 und 533)
- Geographische Landesaufnahme: Die naturräumlichen Einheiten auf Blatt 125 Marburg. Bundesanstalt für Landeskunde, Bad Godesberg 1960. → Online-Karte (PDF; 4,9 MB)
- Agrarkolonisation in Costa Rica. Siedlung, Wirtschaft und Sozialgefüge an der Pioniergrenze. Kiel 1961.
- mit Erich Obst: Allgemeine Wirtschafts- und Verkehrsgeographie. Berlin 1965.
- mit Hanns-Albert Steger: Fischer Länderkunde. Lateinamerika. Fischer-Taschenbuch-Verlag, Frankfurt am Main 1973.
- Die Hauptstädte Zentralamerikas;. Wachstumsprobleme, Gestaltwandel und Sozialgefüge. Quelle & Meyer, Heidelberg 1976.
- Zentralamerika und der ferne karibische Westen. Konjunkturen, Krisen und Konflikte, 1503-1984. F. Steiner, Stuttgart 1985.
- Die Konflikte um den Golf von Venezuela. Historische Wurzeln, politische Zusammenhänge, fortwirkende Spannungen. Wayasbah, Hamburg 1992.
- mit Beate M. W. Ratter: Territorialkonflikte im Karibischen Meeresraum. Interessenhintergründe, Stilformen und Lösungsansätze. Institut für Geographie der Universität Hamburg, Arbeitsbereich Wirtschaftsgeographie, Hamburg 1993.
- Geopolitik. Ein altes Konzept wird neu befragt. Gesellschaft für Sozialwissenschaftliche Forschung und Publizistik, Berlin 1994.
- Globale Trends zur Neustrukturierung des internationalen politischen und ökonomischen Systems aus europäischer Sicht. Die Herausbildung neuer Großräume. Vervuert, Frankfurt am Main 1995.
- Wiederbegegnung nach 40 Jahren. Peter Schöller und der Start der Auseinandersetzung der Geographie mit der Geopolitik im „Dritten Reich“. In: Irene Diekmann, Peter Krüger, Julius H. Schoeps: Geopolitik: Grenzgänge im Zeitgeist. Bd. 1.2. Verlag für Berlin-Brandenburg, Potsdam 2000, S. 403–418.
- Seerechtsabgrenzung und Management der marinen Ressourcen im Karibischen Großraum. X COLACMAR [Conferencia Magistral en el Décimo Congreso Latinoamericano de Ciencias del Mar, San José Costa Rica, 22 al 26 sept. de 2003]. Hamburg 2003.

### Autobiographische Schriften
- Gerhard Sandner 1929–1949. Eine nicht nur geographisch bewegte Jugendzeit. Ellerbek 2004. (DNB 1010541498)
- Gerhard Sandner 1949–1965. Illustrierter Werdegang vom Abitur bis zum Lehrstuhl an der Universität Hamburg. Ellerbek 2004. (DNB 101436373X)